# Colnago-CSF Inox/2011
Deze pagina geeft een overzicht van de Colnago-CSF Inox-wielerploeg in 2011.

## Algemene gegevens
Sponsors: CSF Inox, Colnago
Algemeen manager: Roberto Reverberi
Ploegleider: Bruno Reverberi, Giuseppe Lanzoni
Fietsmerk: Colnago

## Renners
| Naam                   | Geboortedatum | Nationaliteit | Ploeg 2010                     |
| ---------------------- | ------------- | ------------- | ------------------------------ |
| Enrico Battaglin       | 17-11-1989    | Italië        | Stagiair                       |
| Manuel Belletti        | 14-10-1985    | Italië        |                                |
| Gianluca Brambilla     | 22-08-1987    | Italië        |                                |
| Manuele Caddeo         | 02-03-1986    | Italië        | Zheroquadro Radenska           |
| Federico Canuti        | 30-08-1985    | Italië        |                                |
| Sonny Colbrelli        | 17-05-1990    | Italië        |                                |
| Alberto Contoli        | 21-12-1987    | Italië        |                                |
| Christian Delle Stelle | 04-02-1989    | Italië        | Stagiair                       |
| Marco Frapporti        | 30-03-1985    | Italië        |                                |
| Paolo Locatelli        | 04-11-1989    | Italië        | Neo                            |
| Omar Lombardi          | 16-09-1989    | Italië        | Neo                            |
| Sacha Modolo           | 19-06-1987    | Italië        |                                |
| Angelo Pagani          | 04-08-1988    | Italië        | Neo                            |
| Andrea Pasqualon       | 02-01-1988    | Italië        | Lampre-Farnese Vini (stagiair) |
| Andrea Piechele        | 29-06-1987    | Italië        | CarmioOro-NGC                  |
| Stefano Pirazzi        | 11-03-1987    | Italië        | Neo                            |
| Domenico Pozzovivo     | 30-11-1982    | Italië        |                                |
| Filippo Savini         | 02-05-1985    | Italië        |                                |
| Simone Stortoni        | 07-07-1985    | Italië        |                                |

## Belangrijke overwinningen
| Ronde van Reggio Calabria 3e etappe: Manuel Belletti Internationale Wielerweek 1e etappe deel A: Manuel Belletti Ronde van Castilië en León 3e etappe: Filippo Savini Ronde van Turkije 3e etappe: Manuel Belletti Ronde van het Qinghaimeer 5e etappe: Sacha Modolo 9e etappe: Sacha Modolo Brixia Tour 1e etappe: Marco Frapporti 3e etappe: Manuel Belletti 4e etappe: Domenico Pozzovivo 5e etappe: Sacha Modolo | Ronde van Denemarken 1e etappe: Sacha Modolo 4e etappe: Sacha Modolo Coppa Agostoni Winnaar: Sacha Modolo Wielerweek van Lombardije 2e etappe: Sacha Modolo 3e etappe: Sacha Modolo Ronde van Padanië 1e etappe: Sacha Modolo 3e etappe: Sacha Modolo Coppa Sabatini Winnaar: Enrico Battaglin |

2000 · 2001 · 2002 · 2003 · 2004 · 2005 · 2006 · 2007 · 2008 · 2009 · 2010 · 2011 · 2012 · 2013 · 2014 · 2015 · 2016 · 2017 · 2018 · 2019 · 2020 · 2021 · 2022 · 2023 · 2024 · 2025